# Powiat oleski
Powiat oleski är ett distrikt i Opole vojvodskap. Huvudort är Olesno. Städerna i diskritet är Olesno (huvudort), Dobrodzień, Praszka och Gorzów Śląski. De fyra städerna är också huvudorter i kommunerna. De andra kommunernas huvudorter är Radłów, Rudniki och Zębowice.